# Monopterus
Monopterus (лат.) — род лучепёрых рыб из семейства слитножаберниковых отряда слитножаберникообразных.
Обитают в основном в Азии, за исключением двух видов из Африки. Живут в пресноводных биотопах, некоторые — в норах. Три вида, М. eapeni, М. digressus и М. roseni, обитают в подземных водах.

## Классификация
В настоящее время в род включают известно 15 видов:
- Monopterus albus (Зуев, 1793) (азиатский болотный угорь[источник не указан 2351 день])
- Monopterus bicolor Д. Х. Нгуен & В. Х. Нгуен, 2005
- Monopterus boueti (Пеллегрин, 1922) (либерийский болотный угорь[источник не указан 2351 день])
- Monopterus cuchia (Ф. Гамильтон, 1822) (гангский болотный угорь[источник не указан 2351 день])
- Monopterus desilvai Р. М. Бэйли & Ганс, 1998
- Monopterus dienbienensis В. Х. Нгуен & Д. Х. Нгуен, 2005
- Monopterus digressus К. С. Гопи, 2002
- Monopterus eapeni Тальвар, 1991
- Monopterus fossorius (К. К. Наяр, 1951) (малабарский болотный угорь[источник не указан 2351 день])
- Monopterus hodgarti (Л. Б. Чоудхури, 1913) (индийский болотный угорь[источник не указан 2351 день])
- Monopterus ichthyophoides Бритц, Lalremsanga, Lalrotluanga & Lalramliana, 2011[4]
- Monopterus indicus (Silas & E. Dawson,, 1961) (бомбейский болотный угорь[источник не указан 2351 день])
- Monopterus javanensis Ласепед, 1800
- Monopterus luticolus Britz, Doherty-Bone, Kouete, D. Sykes & Gower, 2016
- Monopterus roseni R. M. Bailey & Gans, 1998